# Адријана Лита
Адријана Лита (енгл. Adriana Lita) је научник о материјалима, ради у Faint Photonics Group при Националном институту за стандарде и технологију где њено истраживање укључује тест експерименте и практичну примену квантне дистрибуције кључева. Докторирала је 2000. године на Универзитету Мичигена са дисертацијом Корелација између микроструктуре и еволуције површинске структуре у поликристалним филмовима.

## Радови
- Marsili, F.; Verma, V. B.; Stern, J. A.; Harrington, S.; Lita, A. E.; Gerrits, T.; Vayshenker, I.; Baek, B.; Shaw, M. D.; Mirin, R. P.; Nam, S. W. (март 2013). „Detecting single infrared photons with 93% system efficiency”. Nature Photonics (на језику: енглески). 7 (3): 210—214. Bibcode:2013NaPho...7..210M. ISSN 1749-4893. S2CID 54905458. arXiv:1209.5774 . doi:10.1038/nphoton.2013.13.
- Lita, Adriana E.; Miller, Aaron J.; Nam, Sae Woo (2008). „Counting near-infrared single-photons with 95% efficiency”. Optics Express (на језику: енглески). 16 (5): 3032—40. Bibcode:2008OExpr..16.3032L. ISSN 1094-4087. PMID 18542389. doi:10.1364/OE.16.003032 .
- Rosenberg, Danna; Lita, Adriana; Miller, Aaron; Nam, Sae (2005-06-17). „Noise-free high-efficiency photon-number-resolving detectors”. Physical Review A (на језику: енглески). 71 (6): 061803. Bibcode:2005PhRvA..71f1803R. ISSN 1050-2947. S2CID 58907453. arXiv:quant-ph/0506175 . doi:10.1103/PhysRevA.71.061803.